# Erechthias hemiclistra
Erechthias hemiclistra är en fjärilsart som beskrevs av Edward Meyrick 1911. Erechthias hemiclistra ingår i släktet Erechthias och familjen äkta malar. Inga underarter finns listade i Catalogue of Life.